# Goutevernisse
Goutevernisse település Franciaországban, Haute-Garonne megyében. Lakosainak száma 186 fő (2022. január 1.). Goutevernisse Saint-Julien-sur-Garonne, Gensac-sur-Garonne, Montesquieu-Volvestre, Rieux-Volvestre és Saint-Christaud községekkel határos.

## Népesség
A település népességének változása:
| Lakosok száma | 88   | 67   | 82   | 134  | 171  | 180  | 187  | 186  | 185  | 186  |
|               | 1968 | 1982 | 1990 | 2006 | 2013 | 2015 | 2017 | 2019 | 2020 | 2022 |